# Artamus cinereus
El artamo carinegro (Artamus cinereus) es una especie de ave paseriforme de la familia Artamidae. Se encuentra en Indonesia, Australia y Timor Oriental, siendo una especie común.

## Subespecies
Se han descrito las siguientes subespecies:
- Artamus cinereus normani
- Artamus cinereus dealbatus
- Artamus cinereus melanops
- Artamus cinereus cinereus
- Artamus cinereus perspicillatus